# Korea Electric Power Corporation
Korea Electric Power Corporation eller KEPCO er et sydkoreansk elselskab,
der producerer og distribuerer 93 % af Sydkoreas elektricitet. Strømmen er produceret på kernekraft, vindkraft og kulkraft. Den sydkoreanske stat ejer 51,11 % af aktierne i KEPCO. De har en installeret kapacitet på 65.383 MW.